# Banque nationale de Géorgie
La Banque nationale de Géorgie (en géorgien : საქართველოს ეროვნული ბანკი, sak'art'velos erovnouli banki) est la banque centrale de Géorgie. Son statut est défini par la Constitution géorgienne.

## Histoire
La première banque centrale de Géorgie a été créée en 1919. Dans sa forme actuelle, la banque existe depuis 1991. Selon la Constitution de Géorgie, elle est indépendante du contrôle de l'État et est chargée d'assurer la stabilité des prix.

### Présidents
| Rang | Nom                 | Mandat                         |
| ---- | ------------------- | ------------------------------ |
| 1er  | Jason Lordkipanidze | (Juillet 1920 – février 1921)  |
| 2e   | Gia Topuria         | (octobre 1991 – janvier 1992)  |
| 3e   | Vazha Djindjikhadze | (janvier 1992 – mars 1992)     |
| 4e   | Nodar Kakulia       | (avril 1992 – novembre 1992)   |
| 5e   | Demur Dvalishvili   | (novembre 1992 – octobre 1993) |
| 6e   | Nodar Javakhishvili | (octobre 1993 – mars 1998)     |
| 7e   | Irakli Managadze    | (mars 1998 – mars 2005)        |
| 8e   | Roman Gotsiridze    | (mars 2005 – octobre 2007)     |
| 9e   | David Amaglobeli    | (octobre 2007 – février 2009)  |
| 10e  | Giorgi Kadagidze    | (février 2009 – février 2016)  |
| 11e  | Koba Gvenetadze     | (mars 2016 – mars 2023)        |
| 12e  | Natela Turnava      | (juin 2023 – Actuelle)         |

## Conseil
L'organe suprême de la Banque nationale est son Conseil composé de sept membres. Le président du conseil est le président de la Banque nationale. Le Conseil, outre le président, est composé de deux vice-présidents et d'autres membres. Les membres du Conseil de la BNG sont élus pour un mandat de sept ans par le Parlement de Géorgie, à la majorité du nombre total de ses membres, sur proposition du Président de la Géorgie.